# Skalpel
Skalpel (lat. scalpellum), često pravopisno nepravilno kao „skalper”, vrlo je oštar nož, koji se najčešće koristi u hirurgiji. Može se koristiti i za sečenje papira, folije, celofana i sličnih materijala. Skalpel može biti za jednokratnu ili višestruku namenu. Skalpeli koji se više puta koriste imaju mogućnost oštrenja sečiva ili takvu dršku da se sečivo može zameniti. Skalpeli za jednokratnu upotrebu obično imaju plastičnu dršku, te se nakon korišćenja ceo aparat baca. Skalpeli su najčešće upakovani pojedinačno u sterilnim kesicama, posebno kada se koriste za operacije i anatomske disekcije, dok to nije prioritet ukoliko je reč o skalpelu za hobi materijal ili zanat.
Skalpel noževi su obično napravljeni ili ojačani pomoću čelika, nerđajućeg čelika ili ugljeničnog čelika. Pored toga, za izradu skalpela se koristi i titanijum, keramika, dijamant i opsidijan. Kroz istoriju u upotrebi su najviše bili srebrni skalpeli prvenstveno zbog svojih antimikrobnih svojstava, mada se danas od drugih materijala prave daleko oštriji i bolji skalpeli.
Skalpel sa oštricom na oba kraja sečiva se naziva lanceta.